# Official髭男dism
Official髭男dism（オフィシャルヒゲダンディズム、英: Official HIGE DANdism）は、日本の4人組バンド。所属事務所はラストラム・ミュージックエンタテインメント。レコードレーベルはポニーキャニオン内のIRORI Records。愛称・略称は「ヒゲダン」。公式ファンクラブは「BROTHERS」、「Stand By You」。ファンダムネームは「髭団」。

## 来歴

### 結成、島根での活動（2012年 - 2014年）
藤原聡が島根大学に在学中、同じ軽音楽部の先輩だった楢﨑誠、後輩だった松浦匡希、学外で仲が良かった小笹大輔に声をかけ、2012年6月7日、Official髭男dismが結成された。
まず、地元のバンドでそれを成し遂げたことがなかった島根県にある約200人収容可能のライブハウスを「ワンマンでソールドアウトさせよう」という目標を立て、藤原が弾き語りで録音し、デモを制作。制作された5曲のデモの中で、ブラックミュージック寄りの楽曲が一番馴染んだというが、音楽性については、当時から現在まで「自分たちがやりたいと思うことをやる」を最も大事にしている。
その後、2012年7月7日、LIVE&STUDIO 松江B1にて開催されたイベント「[Vongolecube]」で、バンド初となるライブを開催。
大学卒業後、藤原は、バンド活動を続けつつ、地元の銀行に就職。銀行の業務が多忙であり、楽曲制作の時間を確保することができず、原付バイクに乗り、営業に回る仕事の合間に原付バイクを止め、iPhoneのボイスメモにメロディを吹き込むことで、楽曲制作を行っていた。
週末には、夜行バスで半日かけて東京へ向かい、ライブを行い、帰宅すると翌朝になっており、家に帰ってシャワーを浴び、仕事に行く、というハードな日々を送っていた。楢﨑は、警察署の嘱託職員として、警察音楽隊でサックスを吹いており、勤務時間の半分は音楽、半分は事務作業を行っていた。松浦は、音楽で身を立てる決意を真っ先に立てていたという。
2014年3月2日、エフエム山陰「第8回 Honda Cars 島根中央 presents V-air あまばん2013 グランプリ大会」にて「愛なんだが…」でグランプリを受賞。同年10月には、日本最大級のショーケース・ライブフェス「MINAMI WHEEL 2014」にも出演を果たした。

### インディーズデビュー（2015年）
2015年4月22日、インディーズレーベル・Lastrumより、1stミニアルバム『ラブとピースは君の中』をリリースし、インディーズデビュー。本アルバムは、タワーレコードのスタッフによるイチオシアーティストのピックアップ企画「タワレコメン」にも選出され、収録曲「恋の前ならえ」は、札幌大学のCMソングに起用された。 
当時のインタビューでは「国民的ポップバンド」を目標として掲げており、小笹は「国民的ロックバンドは多いけど、モータウンとかのバックグラウンドを持つ国民的なポップバンドはあまりいないと思うんです。ライブ会場でも、40代の方から『すごく良かったです』って話しかけられることも多いし、性別も年代も超えて、幅広い人たちに聴いてもらえるような新しいスタンダードになりたい」と語った。

### 上京、初のワンマンツアー（2016年 - 2017年）
2016年1月、地元のテレビ局・さんいん中央テレビの開局45周年記念ソングとして「笑顔の待つ場所」を提供した。本楽曲は、現在まで表立った配信はされていない。2月には、ラストラム・ミュージックエンタテインメントとマネジメント契約を結び、上京。当初は、4人で共同生活を行っていた。
6月15日、2ndミニアルバム『MAN IN THE MIRROR』をリリース。7月には、4会場4公演でバンド初の単独ライブ「Official髭男dism THE DAILY MIRROR tour 2016」を開催した。
11月2日、1st EP『What's Going On?』をリリース。表題曲「What's Going On?」は「鷹の爪団のSHIROZEME in 国宝松江城 2016」応援ソングとして、収録曲「黄色い車」は、LINE LIVE配信アニメ『秘密結社鷹の爪GT』の主題歌として起用された。その後、本アニメの作者であるFROGMANと、メンバー全員が公私共に慕う存在になっており、「東京の父」と称している。
2017年1月、YouTubeがこれからの活躍を期待するアーティストの支援を行うプログラム「YouTube Music Foundry」に取り上げられ、インタビュー動画と「夕暮れ沿い」「異端なスター」のスタジオライブ映像が公開された。
4月19日、3rdミニアルバム『レポート』をリリース。6月より、5会場5公演でバンド初のワンマンツアーとなる「Official髭男dism one-man tour 2017」をスタート。7月21日には、1st配信シングル「Tell Me Baby/ブラザーズ」、10月13日には、1st配信EP『LADY』をリリース。12月には、月額制ファンクラブ「BROTHERS」を開設。

### メジャーデビュー、1stアルバム『エスカパレード』（2018年）
1月21日に放送された『関ジャム 完全燃SHOW』（テレビ朝日）内の企画「売れっ子音楽プロデューサーが選ぶ2017年ベストソング10」で、音楽プロデューサーの蔦谷好位置が「Tell Me Baby」を第2位に選出。これを受け、2018年3月18日、本番組の「ジャムセッション」コーナーに出演し、出演者の関ジャニ∞とコラボし「Tell Me Baby」をスタジオで初披露した。
3月19日、同年4月11日から放送開始したフジテレビ系月9ドラマ『コンフィデンスマンJP』の主題歌に「ノーダウト」を書き下ろしたことを発表。インディーズアーティストが本枠の主題歌を担当するのは初であった。本ドラマのプロデューサーは「Tell Me Baby」を聴き、オファーをかけたという。4月10日、渋谷modi 1F店頭プラザにて行われたフリーライブ「Official髭男dismスペシャルフリーライブ」内で「ノーダウト」で同年4月11日にポニーキャニオンより、メジャーデビューをすることを発表。
4月11日、メジャーデビューシングル「ノーダウト」と、1stアルバム『エスカパレード』を同時リリース。「ノーダウト」は、Billboard JAPAN「Hot 100」にて、16週連続チャートインを記録。また「MTV VMAJ 2018」にて、ミュージックビデオが「最優秀新人アーティストビデオ賞」を受賞。
10月、藤原が『MUSIC FREAKS』（FM802）の2018年度パーソナリティをあいみょんと隔週で担当。本番組には、2019年9月まで出演した。
10月17日、2nd EP『Stand By You EP』をリリース。表題曲「Stand By You」は、全国27局のFM/AM局でパワープレイされ、10月度オンエア回数月間1位を獲得した。また、Billboard JAPAN「Hot 100」にて、ノンタイアップ曲では初となるTOP10入りを果たした。12月からは、Apple MusicのCMソングとして起用された。
11月より、21会場24公演のワンマンツアー「Official髭男dism one-man tour 18/19」をスタート。

### 2ndシングル「Pretender」のヒット、武道館単独公演、メジャー1stアルバム『Traveler』（2019年）
1月24日に開催された「Official髭男dism one-man tour 18/19」の東京・NHKホール公演内にて、同年6月から開催予定であったワンマンツアー「Official髭男dism one-man tour 2019」の追加公演を日本武道館にて開催することを発表。4月1日には、楢﨑がパーソナリティを務めるラジオ番組『楢﨑誠のロヂウラベース』（FM FUJI）がスタート。
5月15日、2ndシングル「Pretender」をリリース。本楽曲は、映画『コンフィデンスマンJP ロマンス編』の主題歌として書き下ろされ、オリコン週間ストリーミングランキングにて、バンド初となる1位を獲得し、あいみょん「マリーゴールド」の連続記録を23週でストップさせる記録を樹立。9月25日には、Billboard JAPAN「Streaming Songs」にて、史上最速となるチャートイン23週で1億回を突破。2022年2月には、本楽曲の累計ストリーミング回数が5億回を突破した。YOASOBI、BTSに次いで3組目となる、ストリーミング回数5億回達成となった。
7月8日、日本武道館にて「Official髭男dism one-man tour 2019」の追加公演を開催。本公演中に、10月にメジャー1stアルバムのリリース、本アルバム収録曲を中心とするホールツアーを開催することを発表。7月30日には、アルバムタイトルが『Traveler』、リリースが10月9日であることが発表された。また同日、小笹が一般女性との結婚を発表した。
7月31日、3rdシングル「宿命」をリリース。本楽曲は「2019 ABC夏の高校野球応援ソング / 熱闘甲子園」のテーマソングとして書き下ろされ、第101回全国高等学校野球選手権大会の開催期間中には、阪神電鉄甲子園駅にて、列車接近メロディーとなった。また、オリコン週間デジタルシングルランキングにて、バンド初の週間1位にランクイン。同日付のBillboard JAPAN「Streaming Songs」では、週間6位にランクインし、Billboard JAPAN「Hot 100」では、週間7位にランクインした。
9月11日、メジャー1stアルバム『Traveler』より「イエスタデイ」を先行配信。また、翌年3月から6月にかけて、11会場28公演のバンド初となるアリーナツアー「Official髭男dism Tour 2020 -Arena Travelers-」を開催することを発表した。
10月9日、メジャー1stアルバム『Traveler』をリリース。本アルバムは、初動3日間で59,606枚を売り上げ、初週売上86,159枚で、10月21日付のBillboard JAPAN「Hot Albums」で初登場1位を獲得した。また、10月21日付のオリコン週間ランキングにおいても、初登場1位を記録した。リリースから5週目となる11月18日付のチャートで、再びBillboard JAPAN総合チャートで首位を獲得すると、その後も高順位を維持し、結果的にリリースから約1年間、47週連続TOP10入りを果たした。
本アルバムは、翌年3月12日「第12回CDショップ大賞2020」において、大賞受賞作品＜赤＞を受賞した。バンドが本賞を受賞するのは初であった。翌年9月3日には、CD出荷枚数が50万枚を突破した。CDの出荷枚数が50万枚を突破したのは、邦楽バンドの令和以降にリリースされた作品では初となった。
10月26日より、24会場29公演のホールツアー『Official髭男dism Tour 19/20 -Hall Travelers-』をスタート。
11月14日、第70回NHK紅白歌合戦（NHK総合）への初出場が発表された。当日は、白組として出場し「Pretender」を歌唱した。11月22日には、藤原が、12月18日には、松浦がそれぞれ一般女性との結婚を発表した。

### アリーナツアーの延期、バンド初のオンラインライブ開催（2020年）
2月12日、映像作品&ライブアルバム『Official髭男dism one-man tour 2019 @日本武道館』と4thシングル「I LOVE...」を同時リリース。本楽曲は、TBS系火曜ドラマ『恋はつづくよどこまでも』主題歌として書き下ろされ、3月30日付のBillboard JAPAN「Streaming Songs」で、980万回再生を達成し、歴代最高週間再生数記録を大幅更新。また、6週連続1位を獲得した。
2月24日、楢﨑が、DreamおよびE-girlsの元メンバーで、元女優の山本紗也加と結婚したことを、自身が出演するラジオ番組『楢﨑誠のロヂウラベース』で発表した。
4月1日より、ラジオ番組『SCHOOL OF LOCK!』（TOKYO FM系）内で、毎週水曜日に『ヒゲダンLOCKS!』がスタート。翌年3月まで担当した。また同月、新型コロナウイルス感染拡大の影響により「Official髭男dism Tour 2020 -Arena Travelers-」全公演の延期を発表。
4月10日、3rd配信限定シングル「パラボラ」をリリース。本楽曲は、アサヒ飲料「カルピスウォーター」のCMソングとして書き下ろされた。翌年には、放課後カルピスPresents Webドラマ『すべての恋は片想いからはじまるっぽい』主題歌としても起用されている。
6月、ポニーキャニオン内に新たに立ち上げられた傘下レーベルの「IRORI Records」に所属することを発表。7月10日には、4th配信限定シングル「Laughter」をリリース。本楽曲は、映画『コンフィデンスマンJP プリンセス編』の主題歌に起用された。
8月5日、3rd EP『HELLO EP』をリリース。表題曲「HELLO」は、フジテレビ系『めざましテレビ』テーマソングに起用され、収録曲「パラボラ」「Laughter」含め、収録曲3曲がタイアップとして書き下ろされた楽曲となった。8月10日に放送された音楽番組『CDTVライブ! ライブ!』（TBS系）では、およそ1時間におよぶ「ヒゲダンフェス」企画が放送された。
9月26日、バンド初となるオンラインライブ「Official髭男dism ONLINE LIVE 2020 -Arena Travelers-」が、ライブストリーミングサービス7社で配信が行われた。本公演内で、藤原は「本来回るはずだったアリーナツアーの内容に、配信ならではの工夫を混ぜて作りました。とにかく観てくれた人全員に音楽の楽しさを伝えられるように」と語った。
12月31日には、2度目となる第71回NHK紅白歌合戦へ出場。当日は、白組として出場し「I LOVE...」を披露。

### メジャー2ndアルバム『Editorial』（2021年）
1月7日、年会費制ファンクラブ「Stand By You」を開設。2月24日には、5thシングル「Universe」をリリース。本楽曲は、映画『映画ドラえもん のび太の宇宙小戦争 2021』の主題歌として書き下ろされた。
4月3日より、FM802にてレギュラーラジオ番組『LANTERN JAM TIMES』がスタート。本番組は、2022年3月までの1年間の期間限定で放送され、メンバーがいろんな組み合わせで登場。初回には、メンバー全員が生放送で登場した。
4月18日、2度目となるオンラインライブ「Official髭男dism FC Tour Vol.2 -The Blooming Universe ONLINE-」を開催。ファンクラブで行われた楽曲投票の上位にランクインした楽曲、メンバーが披露したかった楽曲などをパフォーマンスした。
本公演内で、6月23日・24日、神奈川・ぴあアリーナMMにて有観客ワンマンライブ「Official髭男dism Road to「one-man tour 2021-2022（仮）」」が、9月から翌年4月にかけて、中止となったアリーナツアーの振替分を含む全国ツアー「Official髭男dism one-man tour 2021-2022（仮）」が開催されることが発表された。また、配信後に、テレビアニメ『東京リベンジャーズ』オープニングテーマとして書き下ろした「Cry Baby」を配信でリリースすることを発表した。
6月23日・6月24日に神奈川・ぴあアリーナMMにて約1年4カ月ぶりの有観客ワンマンライブ「Official髭男dism Road to ｢one-man tour 2021-2022」」を開催。24日の夜公演内で、8月18日、メジャー2ndアルバム『Editorial』をリリース、全国ツアーの正式タイトルが「Official髭男dism one-man tour 2021-2022 -Editorial-」であることを発表した。
8月18日、メジャー2ndアルバム『Editorial』をリリース。本アルバムは、初週108,164枚を売り上げ、8月25日公開のBillboard JAPAN「Top Album Sales」で首位を獲得。そのほか、ダウンロード1位（10,793DL）、ルックアップ1位と全3指標を制覇し、総合アルバムチャート「Hot Albums」で初登場首位を獲得した。また同週のオリコンランキングでは、CDセールス1位、11,388DLを記録し、ダウンロード1位を記録し、「合算アルバムランキング」では、1位に登場した。
また、リリース後の8月28日、オンラインフリーライブ「Official髭男dism『Editorial』発売記念ONLINE FREE LIVE」を東京オペラシティから配信した。本アルバムのリリースと同時に、5thシングル「Universe」のCD+Blu-ray/CD+DVD盤に収録されている映像作品『Official髭男dism ONLINE LIVE 2020 -Arena Travelers-』の音源が配信限定でリリースされた。本アルバムは、翌年3月3日「第14回CDショップ大賞2022」において、大賞受賞作品＜赤＞を受賞した。CDショップ大賞の受賞は、2020年の『Traveler』以来2度目。
12月1日に発表された「第3回Apple Music Awards」にて「日本のアーティスト・オブ・ザ・イヤー」を受賞。本アワードを邦楽アーティストが受賞するのは初であった。

### 4th EP『ミックスナッツ EP』、8th配信シングル「Subtitle」（2022年）
1月7日、映画『コンフィデンスマンJP 英雄編』の主題歌として書き下ろした「Anarchy」を配信でリリース。
4月15日、7th配信限定シングル「ミックスナッツ」をリリース。本楽曲は、テレビアニメ『SPY×FAMILY』のオープニングテーマとして書き下ろされた。また同日、アルバム『Editorial』のインストゥルメンタルバージョン『Editorial (Instrumental)』も配信リリースされた。
6月22日、4th EP『ミックスナッツ EP』をリリース。CD+Blu-ray/CD+DVD盤には、2021年6月23日に神奈川・ぴあアリーナMMにて開催された有観客ライブ「Road to ｢one-man tour 2021-2022｣」から9曲のライブ映像と、本公演のメイキング映像が収録されている。収録曲「Choral A」は、8月26日公開の映画『異動辞令は音楽隊!』の主題歌として、映画の舞台・警察音楽隊の経験がある楢﨑が書き下ろした。
9月28日より、ホールツアー「Official髭男dism SHOCKING NUTS TOUR」がスタート。同年10月30日の東京・日本武道館公演、11月4日・5日の大阪・フェスティバルホール公演は、小笹・楢崎・松浦の新型コロナウイルス感染のため延期となり、フェスティバルホール公演は、2023年1月30日・31日に、日本武道館公演は、2月16日に振替で行われた。
10月5日、映像作品『Official髭男dism one-man tour 2021-2022 -Editorial- @SAITAMA SUPER ARENA』と配信限定盤の音源が同時リリース。
10月10日、翌年の10月に行われる『第90回NHK全国学校音楽コンクール』中学校の部課題曲の作曲を担当することが発表された。また、2023年3月1日、曲名が「Chessboard」であることが明らかになった。
10月12日、配信シングル「Subtitle」をリリース。本楽曲は、フジテレビ系木曜劇場『silent』の主題歌として書き下ろされ、オリコン週間ストリーミングチャートにて、オリコン史上初となる2週連続週間再生数2000万回超えを達成。翌年5月22日には、歴代最速となる累計ストリーミング数4億回を突破している。
11月16日、12月31日放送の『第73回NHK紅白歌合戦』への出場が発表された。『第71回』以来、3回目の出場となる。後日、曲目が「Subtitle」であることが発表された。

### ボーカル・藤原の休養（2023年）
1月11日、テレビアニメ『東京リベンジャーズ 聖夜決戦編』のオープニングテーマとして書き下ろされた「ホワイトノイズ」を9th配信限定シングルとしてリリース。
3月11日、藤原が声帯ポリープを発症し、療養が必要との診断を受けたため、決定していたイベントへの出演を見合わせることを発表。
3月20日、日本テレビ『news zero』の2023年度テーマ曲を担当することが発表された。バンドが報道番組のテーマ曲を手がけるのは初であり、同年4月3日の2023年度最初の放送で、タイトルが「日常」であることが発表され、音源の一部が放送された。
4月21日、10th配信シングル「TATTOO」をリリース。本楽曲は、同日に放送開始したTBS系金曜ドラマ『ペンディングトレイン-8時23分、明日 君と』の主題歌として書き下ろされた。
9月13日、約2年半ぶりのシングル「Chessboard/日常」をリリース。バンド初の両A面シングルであり、リリースに先駆け、8月9日「Chessboard」の先行配信が開始された。
10月30日、12月22日公開の『劇場版 SPY×FAMILY CODE: White』の主題歌に新曲「SOULSOUP」が起用されることが発表。『SPY×FAMILY』シリーズとのタッグは、シーズン1第1クールのオープニングテーマに起用された「ミックスナッツ」以来2度目となる。本楽曲は、12月13日に配信リリースされた。
11月13日、バンド4度目となる第74回NHK紅白歌合戦への出場が発表された。後日、曲目が「Chessboard」であることが発表された。

### メジャー3rdアルバム『Rejoice』、ライブ活動の再開（2024年）
4月19日に発表された「オリコン令和ランキング」アーティスト別セールス部門デジタルランキングで、期間内売上141.0億円を記録し、1位を獲得した。4月25日には、全国のFMラジオ局にて1年3ヶ月ぶりのライブ「Official髭男dism Live at Radio」を放送することが発表された。
5月7日に開催された「Official髭男dism Live at Radio」公演中、7月23日に「Official髭男dism one-man live 2024 -UNOFFICIAL-」をZepp Hanedaにて開催し、7月24日にメジャー3rdアルバム『Rejoice』をリリースすること、9月20日より、アリーナツアー「Official髭男dism Arena Tour 2024 -Rejoice-」をスタートすることが発表された。

### スタジアムライブの開催（2025年）
5月17日より、バンド初のスタジアムツアー「OFFICIAL HIGE DANDISM LIVE at STADIUM 2025」をスタート。大阪・ヤンマースタジアム長居と神奈川・日産スタジアムにて全4公演が開催され、25万人を動員した。10月17日より、6月1日に開催されたファイナル公演の模様が、全国の劇場にて公開予定。
10月11日・12日、TOYOTA ARENA TOKYOにて「Official髭男dism one-man live in TOYOTA ARENA TOKYO」を開催予定。TOYOTA ARENA TOKYOは、同年10月3日に開業予定の多目的アリーナで、本公演は、音楽ライブのこけら落とし公演となる。

## バンド名の由来
バンド名の名付け親は楢﨑で「とにかくインパクト大だったから、これにしようってなった」「耳で聞いたときのインパクトもそうだし、漢字とローマ字の組み合わせも珍しいから、視覚的にも覚えやすいんじゃないかなって」という理由でつけられた。また「Official」については「特に意味はありません」「髭男dismだけだと、なんかちょっと違うなって思って。Officialをつけた方が僕（楢﨑）の中では美しいなって思っただけなんです」と述べている。
なお「髭の似合う歳になっても、誰もがワクワクするような音楽をこのメンバーでずっと続けていきたい」という意味は、後付けで込められたという。のちに楢﨑は「正直、ちょっとふざけてつけたというのもあって。でも、気がついたら今日まで来ちゃいましたね」「でも最終的には、さっき言ったような『髭が似合うような～』の意味を込めることができたし、今のスタイルのままバンドを続けていきたいって4人ともが思えているから、これでよかったんだなって」とコメントしている。

## メンバー
詳細は各メンバーの個人ページを参照。
| 名前                         | 生年月日              | 出身地       | 担当            |
| ---------------------------- | --------------------- | ------------ | --------------- |
| 藤原聡 （ふじはら さとし）   | 1991年8月19日（33歳） | 鳥取県米子市 | ボーカル ピアノ |
| 小笹大輔 （おざさ だいすけ） | 1994年1月6日（31歳）  | 島根県松江市 | ギター          |
| 楢﨑誠 （ならざき まこと）   | 1989年3月18日（36歳） | 広島県福山市 | ベース サックス |
| 松浦匡希 （まつうら まさき） | 1993年1月22日（32歳） | 鳥取県米子市 | ドラムス        |

### サポートメンバー
「Official髭男dism one-man tour 18/19」以降、多数のライブと一部音源に参加。
- 湯本淳希（Atsuki from FIRE HORNS）
トランペット、トロンボーン担当。バンドがインディーズの時から音源に参加していた。
- 川島稔弘（Tocchi from FIRE HORNS）
トロンボーン担当。
- アンディ・ウルフ
サックス、フルート担当。
- 細沼章吾（ぬましょう）
パーカッション担当。デビュー前のOfficial髭男dismとライブハウスで対バンしている。
- 宮田“レフティ”リョウ （イトヲカシ）
マニピュレーター、キーボード、ベース、コーラス担当。楢﨑がサックスを演奏する際にベースを担当する。
- 善岡慧一
キーボード、トランペット担当。2020年3月30日放送の『CDTV ライブ! ライブ!』より参加。楢﨑とは大学時代の同級生。
- カワムラヒロシ
ギター担当。2020年8月10日放送の『CDTV ライブ! ライブ!』より参加。
- 門脇大輔
ヴァイオリン担当。アルバム『Traveler』収録曲「イエスタデイ」のレコーディング、2020年9月26日配信のオンラインライブに参加。
- ILLICIT TSUBOI
アルバム『Traveler』収録曲「Rowan」のDJを担当。2020年9月26日配信のオンラインライブに参加。
- 秋谷弘大
2021年10月16日の「one-man tour 2021-2022 -Editorial-」広島公演までの間、宮田“レフティ”リョウの代わりにサポートメンバーとして参加。
- 高瀨洸音
トランペット担当。2024年7月23日の「Official髭男dism one-man live 2024 -UNOFFICIAL-」より参加。
- KOTETSU
コーラス担当。「Official髭男dism Arena Tour 2024 -Rejoice-」より参加。
- Olivia Burrell
コーラス担当。「Official髭男dism Arena Tour 2024 -Rejoice-」より参加。
- ソラナヒトミ
コーラス担当。2025年4月24日の「Official髭男dism one-man live 2025 -UNOFFICIAL-」より参加。

## ディスコグラフィ

### シングル

#### CDシングル
|     | 発売日        | タイトル        | 規格       | 規格品番                     | 順位 | 収録アルバム   | レーベル                      |
| --- | ------------- | --------------- | ---------- | ---------------------------- | ---- | -------------- | ----------------------------- |
| 1st | 2018年4月11日 | ノーダウト      | CD         | PCCA-70529（完全限定生産盤） | 51位 | エスカパレード | ポニーキャニオン （メジャー） |
| 2nd | 2019年5月15日 | Pretender       | CD+DVD     | PCCA-04784（初回限定盤）     | 9位  | Traveler       | ポニーキャニオン （メジャー） |
| 2nd | 2019年5月15日 | Pretender       | CD         | PCCA-04785（通常盤）         | 9位  | Traveler       | ポニーキャニオン （メジャー） |
| 3rd | 2019年7月31日 | 宿命            | CD         | PCCA-70544                   | 15位 | Traveler       | ポニーキャニオン （メジャー） |
| 4th | 2020年2月12日 | I LOVE...       | CD         | PCCA-70549                   | 5位  | Editorial      | ポニーキャニオン （メジャー） |
| 5th | 2021年2月24日 | Universe        | CD         | PCCA-70553                   | 3位  | Editorial      | IRORI Records （メジャー）    |
| 5th | 2021年2月24日 | Universe        | CD+DVD     | PCCA-06011                   | 3位  | Editorial      | IRORI Records （メジャー）    |
| 5th | 2021年2月24日 | Universe        | CD+Blu-ray | PCCA-06010                   | 3位  | Editorial      | IRORI Records （メジャー）    |
| 6th | 2023年9月13日 | Chessboard/日常 | CD         | PCCA-70563                   | 6位  | Rejoice        | IRORI Records （メジャー）    |
| 6th | 2023年9月13日 | Chessboard/日常 | CD+DVD     | PCCA-06225                   | 6位  | Rejoice        | IRORI Records （メジャー）    |
| 6th | 2023年9月13日 | Chessboard/日常 | CD+Blu-ray | PCCA-06224                   | 6位  | Rejoice        | IRORI Records （メジャー）    |

#### 配信限定シングル
|                 | 配信日          | 配信日          | タイトル                  | 規格                   | 順位     | 順位        | 順位 | 順位 | 順位 | 認定（RIAJ） | 認定（RIAJ）       | 収録アルバム   | レーベル                                                    |
| Billboard JAPAN | Billboard JAPAN | Billboard JAPAN | タイトル                  | 規格                   | オリコン | オリコン    |      |      |      | 認定（RIAJ） | 認定（RIAJ）       | 収録アルバム   | レーベル                                                    |
| Hot 100         | 配信日          | 配信日          | タイトル                  | 規格                   | DL       | ST          | DS   | ST   | DL   | ST           |                    | 収録アルバム   | レーベル                                                    |
| --------------- | --------------- | --------------- | ------------------------- | ---------------------- | -------- | ----------- | ---- | ---- | ---- | ------------ | ------------------ | -------------- | ----------------------------------------------------------- |
| 1st             | 2017年          | 7月21日         | Tell Me Baby/ブラザーズ   | デジタル・ダウンロード | -        | 24位 （#1） | -    | -    | -    | -            | -                  | エスカパレード | ラストラム・ミュージックエンタテインメント （インディーズ） |
| 2nd             | 2018年          | 8月6日          | バッドフォーミー          | デジタル・ダウンロード | 93位     | 83位        | 23位 | -    | -    | -            | ゴールド           | Traveler       | ポニーキャニオン （メジャー）                               |
| 3rd             | 2020年          | 4月10日         | パラボラ                  | デジタル・ダウンロード | 6位      | 1位         | 5位  | 1位  | 5位  | ゴールド     | プラチナ           | Editorial      | ポニーキャニオン （メジャー）                               |
| 4th             | 2020年          | 7月10日         | Laughter                  | デジタル・ダウンロード | 10位     | 4位         | 8位  | 3位  | 7位  | ゴールド     | プラチナ           | Editorial      | ポニーキャニオン （メジャー）                               |
| 5th             | 2021年          | 5月7日          | Cry Baby                  | デジタル・ダウンロード | 4位      | 2位         | 3位  | 2位  | 2位  | -            | トリプル・プラチナ | Editorial      | IRORI Records （メジャー）                                  |
| 6th             | 2022年          | 1月7日          | Anarchy                   | デジタル・ダウンロード | 12位     | 4位         | 31位 | 4位  | -    | -            | ゴールド           | Rejoice        | IRORI Records （メジャー）                                  |
| -               | 2022年          | 3月25日         | Anarchy (Alternative mix) | デジタル・ダウンロード | 12位     | 4位         | 31位 | 4位  | -    | -            | ゴールド           | 未収録         | IRORI Records （メジャー）                                  |
| 7th             | 2022年          | 4月15日         | ミックスナッツ            | デジタル・ダウンロード | 1位      | 1位         | 1位  | 1位  | 1位  | プラチナ     | ダイヤモンド       | Rejoice        | IRORI Records （メジャー）                                  |
| 8th             | 2022年          | 10月12日        | Subtitle                  | デジタル・ダウンロード | 1位      | 1位         | 1位  | 1位  | 1位  | プラチナ     | ダイヤモンド       | Rejoice        | IRORI Records （メジャー）                                  |
| 9th             | 2023年          | 1月11日         | ホワイトノイズ            | デジタル・ダウンロード | 5位      | 1位         | 13位 | 1位  | 9位  | -            | プラチナ           | Rejoice        | IRORI Records （メジャー）                                  |
| 10th            | 2023年          | 4月21日         | TATTOO                    | デジタル・ダウンロード | 6位      | 4位         | 4位  | 4位  | 3位  | -            | ダブル・プラチナ   | Rejoice        | IRORI Records （メジャー）                                  |
| -               | 2023年          | 8月9日          | Chessboard                | デジタル・ダウンロード | 18位     | 2位         | 52位 | 2位  | -    | -            | ゴールド           | Rejoice        | IRORI Records （メジャー）                                  |
| -               | 2023年          | 9月13日         | 日常                      | デジタル・ダウンロード | 20位     | 4位         | 28位 | 5位  | -    | -            | ゴールド           | Rejoice        | IRORI Records （メジャー）                                  |
| 11th            | 2023年          | 12月13日        | SOULSOUP                  | デジタル・ダウンロード | 12位     | 2位         | 24位 | 2位  | 23位 | -            | ゴールド           | Rejoice        | IRORI Records （メジャー）                                  |
| 12th            | 2024年          | 10月2日         | Same Blue                 | デジタル・ダウンロード | 5位      | 2位         | 4位  | 3位  | 4位  | -            | ゴールド           | 未収録         | IRORI Records （メジャー）                                  |
| 13th            | 2024年          | 12月13日        | 50%                       | デジタル・ダウンロード | 16位     | 1位         | 46位 | 1位  | -    | -            | -                  | 未収録         | IRORI Records （メジャー）                                  |
| 14th            | 2025年          | 8月6日          | らしさ                    | デジタル・ダウンロード | 12位     | 3位         | 38位 | 1位  | -    | -            | -                  | 未収録         | IRORI Records （メジャー）                                  |

#### コラボシングル
| 発売日        | アーティスト | タイトル                  | 規格 | 規格品番  | 順位 | 収録アルバム |
| ------------- | ------------ | ------------------------- | ---- | --------- | ---- | ------------ |
| 2015年2月11日 | 山根万理奈   | 恋の最chu!/不器用な二人で | CD   | BUCA-1038 | 圏外 | 未収録       |

### EP

#### CD
|     | 発売日         | タイトル          | 規格       | 規格品番                                    | 順位  | 収録アルバム | レーベル                                                    |
| --- | -------------- | ----------------- | ---------- | ------------------------------------------- | ----- | ------------ | ----------------------------------------------------------- |
| 1st | 2016年11月2日  | What's Going On?  | CD+GOODS   | LASCD-0074（初回限定「秘密結社 鷹の爪」盤） | 108位 | 未収録       | ラストラム・ミュージックエンタテインメント （インディーズ） |
| 1st | 2016年11月2日  | What's Going On?  | CD+DVD     | LASCD-0075（通常盤）                        | 108位 | 未収録       | ラストラム・ミュージックエンタテインメント （インディーズ） |
| 2nd | 2018年10月17日 | Stand By You EP   | CD+DVD     | PCCA-04716（初回限定盤）                    | 17位  | Traveler     | ポニーキャニオン （メジャー）                               |
| 2nd | 2018年10月17日 | Stand By You EP   | CD         | PCCA-04717（通常盤）                        | 17位  | Traveler     | ポニーキャニオン （メジャー）                               |
| 3rd | 2020年8月5日   | HELLO EP          | CD+DVD     | PCCA-04960                                  | 2位   | Editorial    | IRORI Records （メジャー）                                  |
| 3rd | 2020年8月5日   | HELLO EP          | CD         | PCCA-04961                                  | 2位   | Editorial    | IRORI Records （メジャー）                                  |
| 4th | 2022年6月22日  | ミックスナッツ EP | CD+Blu-ray | PCCA-06136                                  | 3位   | Rejoice      | IRORI Records （メジャー）                                  |
| 4th | 2022年6月22日  | ミックスナッツ EP | CD+DVD     | PCCA-06137                                  | 3位   | Rejoice      | IRORI Records （メジャー）                                  |
| 4th | 2022年6月22日  | ミックスナッツ EP | CD         | PCCA-06138                                  | 3位   | Rejoice      | IRORI Records （メジャー）                                  |

#### 配信限定EP
|     | 配信日         | タイトル | 規格                   | 収録アルバム   |
| --- | -------------- | -------- | ---------------------- | -------------- |
| 1st | 2017年10月13日 | LADY     | デジタル・ダウンロード | エスカパレード |

### アルバム

#### フルアルバム
|     | 発売日        | タイトル       | 規格   | 規格品番                | 順位 |
| --- | ------------- | -------------- | ------ | ----------------------- | ---- |
| 1st | 2018年4月11日 | エスカパレード | CD+DVD | LACD-0292（初回限定盤） | 15位 |
| 1st | 2018年4月11日 | エスカパレード | CD     | LACD-0293（通常盤）     | 15位 |

|     | 発売日        | タイトル  | 規格       | 規格品番                 | 順位 | レーベル         |
| --- | ------------- | --------- | ---------- | ------------------------ | ---- | ---------------- |
| 1st | 2019年10月9日 | Traveler  | CD+Blu-ray | PCCA-04820（初回限定盤） | 1位  | ポニーキャニオン |
| 1st | 2019年10月9日 | Traveler  | CD+DVD     | PCCA-04821（初回限定盤） | 1位  | ポニーキャニオン |
| 1st | 2019年10月9日 | Traveler  | CD         | PCCA-04822（通常盤）     | 1位  | ポニーキャニオン |
| 2nd | 2021年8月18日 | Editorial | CD+Blu-ray | PCCA-06055               | 1位  | IRORI Records    |
| 2nd | 2021年8月18日 | Editorial | CD+DVD     | PCCA-06056               | 1位  | IRORI Records    |
| 2nd | 2021年8月18日 | Editorial | CD         | PCCA-06057               | 1位  | IRORI Records    |
| 3rd | 2024年7月24日 | Rejoice   | CD+Blu-ray | PCCA-06302               | 1位  | IRORI Records    |
| 3rd | 2024年7月24日 | Rejoice   | CD+DVD     | PCCA-06303               | 1位  | IRORI Records    |
| 3rd | 2024年7月24日 | Rejoice   | CD         | PCCA-06304               | 1位  | IRORI Records    |

#### ミニアルバム
|     | 発売日        | タイトル             | 規格      | 規格品番                | 順位  |
| --- | ------------- | -------------------- | --------- | ----------------------- | ----- |
| 1st | 2015年4月22日 | ラブとピースは君の中 | CD        | LACD-0251               | 160位 |
| 2nd | 2016年6月15日 | MAN IN THE MIRROR    | CD        | LACD-0276               | 136位 |
| 3rd | 2017年4月19日 | レポート             | CD+グッズ | LACD-0284（初回限定盤） | 81位  |
| 3rd | 2017年4月19日 | レポート             | CD        | LACD-0285（通常盤）     | 81位  |

#### ライブアルバム
|      | 発売日        | タイトル                                                                 | 規格                   | 規格品番               | 順位 | レーベル                      |
| ---- | ------------- | ------------------------------------------------------------------------ | ---------------------- | ---------------------- | ---- | ----------------------------- |
| 1st  | 2020年2月12日 | Official髭男dism one-man tour 2019@日本武道館                            | 2CD                    | PCCA-04896             | 10位 | ポニーキャニオン （メジャー） |
| 配信 | 2021年8月18日 | Official髭男dism ONLINE LIVE 2020 -Arena Travelers-                      | デジタル・ダウンロード | デジタル・ダウンロード | 7位  | IRORI Records （メジャー）    |
| 2nd  | 2022年10月5日 | Official髭男dism one-man tour 2021-2022 -Editorial- @SAITAMA SUPER ARENA | 2CD                    | PCCA-06160             | 13位 | IRORI Records （メジャー）    |

#### 配信限定アルバム
|     | 配信日        | タイトル                 | 規格                   | 規格品番   | 順位 | レーベル                      |
| --- | ------------- | ------------------------ | ---------------------- | ---------- | ---- | ----------------------------- |
| 1st | 2020年6月26日 | Traveler -Instrumentals- | デジタル・ダウンロード | PCSP-03059 | 16位 | ポニーキャニオン （メジャー） |
| 2nd | 2022年4月15日 | Editorial (Instrumental) | デジタル・ダウンロード | PCSP-04192 | 44位 | IRORI Records （メジャー）    |

#### レンタル限定アルバム
|     | 発売日         | タイトル                             | 規格 |
| --- | -------------- | ------------------------------------ | ---- |
| 1st | 2019年10月26日 | TSUTAYA RENTAL SELECTION 2015 - 2018 | CD   |

### 映像作品
|     | 発売日        | タイトル                                                                 | 規格    | 規格品番   | 順位 | レーベル                      |
| --- | ------------- | ------------------------------------------------------------------------ | ------- | ---------- | ---- | ----------------------------- |
| 1st | 2019年6月22日 | Official髭男dism LIVE COLLECTION 2016-2018                               | DVD     | LADV-0011  | 圏外 | ポニーキャニオン （メジャー） |
| 1st | 2019年6月22日 | Official髭男dism LIVE COLLECTION 2016-2018                               | Blu-ray | LADV-0011  | 圏外 | ポニーキャニオン （メジャー） |
| 2nd | 2020年2月12日 | Official髭男dism one-man tour 2019 @日本武道館                           | 2DVD    | PCBP-53284 | 2位  | ポニーキャニオン （メジャー） |
| 2nd | 2020年2月12日 | Official髭男dism one-man tour 2019 @日本武道館                           | Blu-ray | PCXP-50739 | 2位  | ポニーキャニオン （メジャー） |
| 3rd | 2022年10月5日 | Official髭男dism one-man tour 2021-2022 -Editorial- @SAITAMA SUPER ARENA | 2DVD    | PCBP-55590 | 1位  | IRORI Records （メジャー）    |
| 3rd | 2022年10月5日 | Official髭男dism one-man tour 2021-2022 -Editorial- @SAITAMA SUPER ARENA | Blu-ray | PCXP-50907 | 1位  | IRORI Records （メジャー）    |

### 楽曲提供
| タイトル          | 備考 |
| ----------------- | --- |
| TRAVEL FANTASISTA | 2017年10月11日に発売した有安杏果の1stアルバム『ココロノオト』収録曲。作詞・作曲は藤原が、編曲はOfficial髭男dismが担当した。 |
| Break it down     | 2019年12月18日に発売した鈴木愛理の2ndアルバム『i』収録曲。作詞・作曲は藤原が、編曲はOfficial髭男dismが担当した。            |

### ミュージックビデオ
| 公開日 | 公開日   | 曲名                                | 動画        | 概要                                                                                     |
| ------ | -------- | ----------------------------------- | ----------- | ---------------------------------------------------------------------------------------- |
| 2015年 | 12月30日 | SWEET TWEET                         | [ 動画 2 ]  |                                                                                          |
| 2015年 | 12月30日 | 恋の前ならえ                        | [ 動画 3 ]  |                                                                                          |
| 2015年 | 12月30日 | 愛なんだが…                         | [ 動画 4 ]  |                                                                                          |
| 2015年 | 12月30日 | 始発が導く幸福論                    | [ 動画 5 ]  |                                                                                          |
| 2016年 | 4月28日  | コーヒーとシロップ                  | [ 動画 6 ]  |                                                                                          |
| 2016年 | 10月5日  | What's Going On?                    | [ 動画 7 ]  |                                                                                          |
| 2017年 | 3月17日  | 犬かキャットかで死ぬまで喧嘩しよう! | [ 動画 8 ]  |                                                                                          |
| 2017年 | 8月25日  | Tell Me Baby                        | [ 動画 9 ]  |                                                                                          |
| 2017年 | 8月25日  | ブラザーズ                          | [ 動画 10 ] |                                                                                          |
| 2017年 | 9月29日  | LADY                                | [ 動画 11 ] |                                                                                          |
| 2018年 | 5月1日   | ノーダウト                          | [ 動画 12 ] |                                                                                          |
| 2018年 | 7月27日  | Re: PLAYLIST                        | [ 動画 13 ] | インディーズ時代にリリースした楽曲の中から5曲をダイジェスト形式で映像化したもの。        |
| 2018年 | 8月6日   | バッドフォーミー                    | [ 動画 14 ] | リリックビデオのショートバージョン。                                                     |
| 2018年 | 9月30日  | Stand By You                        | [ 動画 15 ] |                                                                                          |
| 2018年 | 10月17日 | FIRE GROUND                         | [ 動画 16 ] |                                                                                          |
| 2018年 | 10月31日 | Stand By You (Acoustic ver.)        | [ 動画 17 ] | 2nd EPに収録されている「Stand By You」のアコースティックバージョン。                     |
| 2019年 | 4月16日  | Pretender                           | [ 動画 18 ] |                                                                                          |
| 2019年 | 5月22日  | Pretender (Acoustic ver.)           | [ 動画 19 ] | 2ndシングルのカップリングとして収録されている「Pretender」のアコースティックバージョン。 |
| 2019年 | 7月8日   | 宿命                                | [ 動画 20 ] |                                                                                          |
| 2019年 | 8月14日  | 宿命 (Brass Band ver.)              | [ 動画 21 ] | 「宿命」の吹奏楽アレンジバージョン。1番のみ。                                            |
| 2019年 | 9月20日  | イエスタデイ                        | [ 動画 22 ] |                                                                                          |
| 2019年 | 10月15日 | ビンテージ                          | [ 動画 23 ] |                                                                                          |
| 2020年 | 1月15日  | I LOVE...                           | [ 動画 24 ] |                                                                                          |
| 2020年 | 4月27日  | パラボラ                            | [ 動画 25 ] |                                                                                          |
| 2020年 | 7月17日  | Laughter                            | [ 動画 26 ] |                                                                                          |
| 2020年 | 8月5日   | HELLO                               | [ 動画 27 ] |                                                                                          |
| 2021年 | 1月9日   | Universe                            | [ 動画 28 ] |                                                                                          |
| 2021年 | 5月7日   | Cry Baby                            | [ 動画 29 ] |                                                                                          |
| 2021年 | 8月18日  | アポトーシス                        | [ 動画 30 ] |                                                                                          |
| 2021年 | 11月29日 | Bedroom Talk                        | [ 動画 31 ] | リリックビデオ。                                                                         |
| 2021年 | 12月20日 | ペンディング・マシーン              | [ 動画 32 ] |                                                                                          |
| 2022年 | 1月7日   | Anarchy                             | [ 動画 33 ] |                                                                                          |
| 2022年 | 4月15日  | ミックスナッツ                      | [ 動画 34 ] |                                                                                          |
| 2022年 | 9月10日  | Choral A                            | [ 動画 35 ] |                                                                                          |
| 2022年 | 10月27日 | Subtitle                            | [ 動画 36 ] |                                                                                          |
| 2023年 | 1月11日  | ホワイトノイズ                      | [ 動画 37 ] |                                                                                          |
| 2023年 | 4月21日  | TATTOO                              | [ 動画 38 ] |                                                                                          |
| 2023年 | 8月9日   | Chessboard                          | [ 動画 39 ] |                                                                                          |
| 2023年 | 9月20日  | 日常                                | [ 動画 40 ] |                                                                                          |
| 2023年 | 12月13日 | SOULSOUP                            | [ 動画 41 ] |                                                                                          |
| 2024年 | 7月25日  | Sharon                              | [ 動画 42 ] |                                                                                          |
| 2024年 | 10月2日  | Same Blue                           | [ 動画 43 ] |                                                                                          |
| 2024年 | 12月21日 | 50%                                 | [ 動画 44 ] |                                                                                          |

### ライブビデオ
| 公開日 | 公開日   | 曲名                                           | 動画        | 備考 |
| ------ | -------- | ---------------------------------------------- | ----------- | --- |
| 2016年 | 9月2日   | ゼロのままでいられたら                         | [ 動画 45 ] | 2016年7月23日、渋谷TAKE OFF 7にて開催された「Official髭男dism THE DAILY MIRROR tour 2016」の映像。                                        |
| 2017年 | 1月29日  | 夕暮れ沿い                                     | [ 動画 46 ] | 「YouTube Music Foundry」でのスタジオライブ映像。                                                                                         |
| 2017年 | 1月30日  | 異端なスター                                   | [ 動画 47 ] | 「YouTube Music Foundry」でのスタジオライブ映像。音源化前のため、現在と歌詞が一部異なっている。                                           |
| 2017年 | 9月7日   | 犬かキャットか死ぬまで喧嘩しよう! 異端なスター | [ 動画 48 ] | 2017年6月16日、渋谷CLUB QUATTROにて開催された「Official髭男dism one-man tour 2017 -summer-」の映像。 2曲が連続で披露されている。          |
| 2017年 | 9月7日   | VR LIVE VIDEO                                  | [ 動画 49 ] | 2017年6月16日、渋谷CLUB QUATTROにて開催された「Official髭男dism one-man tour 2017 -summer-」の映像。 360°カメラによって撮影されたVR映像。 |
| 2017年 | 12月29日 | コーヒーとシロップ (Acoustic ver.)             | [ 動画 50 ] | 2017年11月18日に開催された「YouTube Music Night with J-WAVE SONAR MUSIC」の映像。                                                         |
| 2018年 | 3月19日  | Tell Me Baby                                   | [ 動画 51 ] | 2017年12月8日、赤坂BLITZにて開催された「Official髭男dism one-man tour 2017 -winter-」の映像。                                             |
| 2018年 | 9月3日   | たかがアイラブユー                             | [ 動画 52 ] | 2018年7月5日、中野サンプラザにて開催された「Official髭男dism one-man tour 2018」の映像。                                                  |
| 2019年 | 3月22日  | FIRE GROUND                                    | [ 動画 53 ] | 2019年1月24日、NHKホールにて開催された「Official髭男dism one-man tour 18/19」の映像。                                                     |
| 2019年 | 4月15日  | 115万キロのフィルム                            | [ 動画 54 ] | 2018年10月13日、ヒューリックホール東京にて開催された「HIGEDAN acoustic one-man live 2018 -Autumn-」の映像。                               |
| 2020年 | 2月15日  | ブラザーズ                                     | [ 動画 55 ] | 2019年7月8日、日本武道館にて開催された「Official髭男dism one-man tour 2019」の映像。                                                      |
| 2020年 | 3月27日  | 最後の恋煩い                                   | [ 動画 56 ] | 9人編成のスタジオライブセッション映像。                                                                                                   |
| 2020年 | 7月28日  | I LOVE...                                      | [ 動画 57 ] | 2020年2月10日、パシフィコ横浜にて開催された「Official髭男dism Tour 19/20 -Hall Travelers-」の映像。                                       |
| 2020年 | 8月22日  | ラストソング                                   | [ 動画 58 ] | 9人編成のスタジオライブセッション映像。                                                                                                   |
| 2021年 | 7月16日  | Cry Baby                                       | [ 動画 59 ] | 2021年6月23日、ぴあアリーナMMにて開催された『Official髭男dism Road to「one-man tour 2021-2022」』の映像。                                 |
| 2022年 | 3月9日   | Universe                                       | [ 動画 60 ] | 2021年6月23日、ぴあアリーナMMにて開催された『Official髭男dism Road to「one-man tour 2021-2022」』の映像。                                 |
| 2023年 | 3月8日   | ホワイトノイズ                                 | [ 動画 61 ] | 2023年2月16日、日本武道館にて開催された「Official髭男dism SHOCKING NUTS TOUR」の映像。                                                    |
| 2024年 | 5月8日   | SOULSOUP                                       | [ 動画 62 ] | 2024年5月7日に開催された「Official髭男dism Live at Radio」の映像。                                                                        |
| 2024年 | 7月26日  | ミックスナッツ                                 | [ 動画 63 ] | 2023年2月16日、日本武道館にて開催された「Official髭男dism SHOCKING NUTS TOUR」の映像。                                                    |
| 2024年 | 12月16日 | Same Blue                                      | [ 動画 64 ] | 2024年11月、Kアリーナ横浜にて開催された「Official髭男dism Arena Tour 2024 -Rejoice-」の映像。                                             |
| 2025年 | 3月17日  | Chessboard                                     | [ 動画 65 ] | 2024年11月、Kアリーナ横浜にて開催された「Official髭男dism Arena Tour 2024 -Rejoice-」の映像。                                             |
| 2025年 | 6月14日  | 50%                                            | [ 動画 66 ] | 2025年5月、日産スタジアムにて開催された「Official髭男dism LIVE at STADIUM 2025」の映像。                                                  |

## タイアップ
| 起用年 | 曲名                                | タイアップ                                                                                 |
| ------ | ----------------------------------- | ------------------------------------------------------------------------------------------ |
| 2015年 | 恋の前ならえ                        | 山陰中央テレビ『着席!マナビーヤβ』エンディングテーマ                                       |
| 2015年 | 恋の前ならえ                        | 日本海テレビ『1ch Music』4月度エンディングテーマ                                           |
| 2015年 | 恋の前ならえ                        | 札幌大学「私を変える大学2016」CMソング                                                     |
| 2016年 | 恋の前ならえ                        | ファッションアプリ「It's here.」ウェブCMソング                                             |
| 2016年 | What's Going On?                    | 「鷹の爪団のSHIROZEME in 国宝松江城 2016」応援ソング                                       |
| 2016年 | 黄色い車                            | LINE LIVE配信アニメ『秘密結社鷹の爪GT』主題歌                                              |
| 2016年 | 笑顔の待つ場所                      | 山陰中央テレビ開局45周年記念ソング                                                         |
| 2017年 | 始まりの朝                          | 中京テレビ『前略、大徳さん』お天気コーナーBGM                                              |
| 2017年 | 異端なスター                        | 札幌テレビ『熱烈!ホットサンド!』5月エンディングテーマ                                      |
| 2017年 | 犬かキャットかで死ぬまで喧嘩しよう! | 広島女学院大学 2017年度CMソング                                                            |
| 2017年 | Driver                              | メ〜テレ『デルサタ』2017年度下半期テーマソング                                             |
| 2017年 | SWEET TWEET                         | 島根大学 Promotion Video楽曲                                                               |
| 2018年 | ノーダウト                          | フジテレビ系月9ドラマ『コンフィデンスマンJP』主題歌                                        |
| 2018年 | ESCAPADE                            | ノートルダム清心女子大学 CMソング                                                          |
| 2018年 | バッドフォーミー                    | テレビ大阪・BSジャパン真夜中ドラマJ『グッド・バイ』主題歌                                  |
| 2018年 | FIRE GROUND                         | テレビアニメ『火ノ丸相撲』第1クールオープニングテーマ                                      |
| 2018年 | Stand By You                        | Apple Music CMソング                                                                       |
| 2019年 | Pretender                           | 映画『コンフィデンスマンJP ロマンス編』主題歌                                              |
| 2019年 | 宿命                                | 2019 ABC夏の高校野球応援ソング                                                             |
| 2019年 | 宿命                                | テレビ朝日系『熱闘甲子園』（第101回全国高等学校野球選手権大会）テーマソング                |
| 2019年 | イエスタデイ                        | アニメーション映画『HELLO WORLD』主題歌                                                    |
| 2019年 | ビンテージ                          | Netflix・FOD『あいのり : African Journey』主題歌                                           |
| 2019年 | 旅は道連れ                          | スズキ「スイフト」CMソング                                                                 |
| 2019年 | 115万キロのフィルム                 | ローム「electric landscape」篇CMソング                                                     |
| 2020年 | I LOVE...                           | TBS系火曜ドラマ『恋はつづくよどこまでも』主題歌                                            |
| 2020年 | I LOVE...                           | Apple Music CMソング                                                                       |
| 2020年 | 最後の恋煩い                        | カンテレ・フジテレビ系スペシャルドラマ『U-NEXT presents あと3回、君に会える』主題歌        |
| 2020年 | ビンテージ                          | カンテレ・フジテレビ系スペシャルドラマ『U-NEXT presents あと3回、君に会える』劇中歌        |
| 2020年 | ラストソング                        | カンテレ・フジテレビ系スペシャルドラマ『U-NEXT presents あと3回、君に会える』劇中歌        |
| 2020年 | HELLO                               | フジテレビ系『めざましテレビ』2020年度テーマソング                                         |
| 2020年 | パラボラ                            | アサヒ飲料「カルピスウォーター」CMソング                                                   |
| 2020年 | Amazing                             | チューリップテレビ『#きとキュン♡トラベラー with T』オープニングテーマ                      |
| 2020年 | Laughter                            | 映画『コンフィデンスマンJP プリンセス編』主題歌                                            |
| 2020年 | 115万キロのフィルム                 | 映画『思い、思われ、ふり、ふられ』主題歌                                                   |
| 2021年 | Cry Baby                            | テレビアニメ『東京リベンジャーズ』オープニングテーマ                                       |
| 2021年 | パラボラ                            | 放課後カルピスPresents Webドラマ『すべての恋は片想いからはじまるっぽい』主題歌             |
| 2021年 | アポトーシス                        | Apple Music「音があふれる空間をいつでも手の中に」CMソング                                  |
| 2021年 | フィラメント                        | フジテレビ系『富士通Japanスポーツスペシャル 第33回出雲全日本大学選抜駅伝』中継テーマソング |
| 2021年 | 115万キロのフィルム                 | ローム「Electronics for the Future」篇CMソング                                             |
| 2022年 | Anarchy                             | 映画『コンフィデンスマンJP 英雄編』主題歌                                                  |
| 2022年 | Universe                            | 映画『ドラえもん のび太の宇宙小戦争 2021』主題歌                                           |
| 2022年 | ミックスナッツ                      | テレビアニメ『SPY×FAMILY』第1クールオープニングテーマ                                      |
| 2022年 | Choral A                            | 映画『異動辞令は音楽隊!』主題歌                                                            |
| 2022年 | Cry Baby                            | ダイドードリンコ「珈琲抗争 勃発」篇CMソング                                                |
| 2022年 | Subtitle                            | フジテレビ系木曜劇場『silent』主題歌                                                       |
| 2022年 | フィラメント                        | フジテレビ系『富士通Japanスポーツスペシャル 第34回出雲全日本大学選抜駅伝』中継テーマソング |
| 2023年 | Pretender                           | テレビ東京系『有吉ぃぃeeeee!そうだ!今からお前んチでゲームしない?』1月の勝手にEDテーマ      |
| 2023年 | ホワイトノイズ                      | テレビアニメ『東京リベンジャーズ 聖夜決戦編』オープニングテーマ                            |
| 2023年 | ホワイトノイズ                      | ダイドードリンコ『止めろ! 珈琲抗争!』篇CMソング                                            |
| 2023年 | ホワイトノイズ                      | テレビアニメ『東京リベンジャーズ 天竺編』オープニングテーマ                                |
| 2023年 | TATTOO                              | TBS系金曜ドラマ『ペンディングトレイン-8時23分、明日 君と』主題歌                           |
| 2023年 | Chessboard                          | 合唱コンクール『第90回NHK全国学校音楽コンクール』中学校の部課題曲                          |
| 2023年 | Chessboard                          | NHK『みんなのうた』2023年8月・9月オンエア楽曲                                              |
| 2023年 | 日常                                | 日本テレビ系『news zero』2023年度テーマ曲                                                  |
| 2023年 | フィラメント                        | フジテレビ系『富士通Japanスポーツスペシャル 第35回出雲全日本大学選抜駅伝』中継テーマソング |
| 2023年 | SOULSOUP                            | 映画『劇場版 SPY×FAMILY CODE: White』主題歌                                                |
| 2023年 | Subtitle                            | 「第43回さっぽろホワイトイルミネーション」コラボレートソング                               |
| 2024年 | Sharon                              | カンテレ・フジテレビ系月10ドラマ『マウンテンドクター』主題歌                               |
| 2024年 | B-Side Blues                        | キリンビバレッジ「午後の紅茶」CMソング                                                     |
| 2024年 | Same Blue                           | テレビアニメ『アオのハコ』第1クールオープニングテーマ                                      |
| 2024年 | 50%                                 | 映画『はたらく細胞』主題歌                                                                 |
| 2024年 | フィラメント                        | フジテレビ系『富士通Japanスポーツスペシャル 第36回出雲全日本大学選抜駅伝』中継テーマソング |
| 2025年 | Cry Baby                            | サミーパチンコ「e東京リベンジャーズ」CMソング                                              |
| 2025年 | らしさ                              | 映画『ひゃくえむ。』主題歌                                                                 |

### その他起用
| 起用年 | タイトル  | 起用先                      |
| ------ | --------- | --------------------------- |
| 2024年 | Pretender | JR米子駅 発車メロディ       |
| 2024年 | Pretender | 新型特急やくも 車内チャイム |
| 2024年 | I LOVE... | 新型特急やくも 車内チャイム |

## ライブ・イベント

### インストアイベント
| 年     | インストアイベント                                                                              | 日程     | 会場                                                            |
| ------ | ----------------------------------------------------------------------------------------------- | -------- | --------------------------------------------------------------- |
| 2015年 | Official髭男dism デビューミニアルバム『ラブとピースは君の中』 リリース記念 ミニライブ＆サイン会 | 4月25日  | TSUTAYA 出雲店 店外イベントスペース (島根県)                    |
| 2015年 | Official髭男dism デビューミニアルバム『ラブとピースは君の中』 リリース記念 ミニライブ＆サイン会 | 5月4日   | タワーレコード名古屋パルコ店 (愛知県)                           |
| 2015年 | Official髭男dism デビューミニアルバム『ラブとピースは君の中』 リリース記念 ミニライブ＆サイン会 | 5月6日   | イオンモール松江 (島根県)                                       |
| 2015年 | Official髭男dism デビューミニアルバム『ラブとピースは君の中』 リリース記念 ミニライブ＆サイン会 | 5月16日  | タワーレコード広島店 (広島県)                                   |
| 2015年 | Official髭男dism デビューミニアルバム『ラブとピースは君の中』 リリース記念 ミニライブ＆サイン会 | 5月17日  | タワーレコード難波店 (大阪府)                                   |
| 2015年 | Official髭男dism デビューミニアルバム『ラブとピースは君の中』 リリース記念 ミニライブ＆サイン会 | 5月30日  | タワーレコード新宿店 (東京都)                                   |
| 2015年 | ひげだん Free Live Tour 2015                                                                    | 8月22日  | イオンモール日吉津 チューリップコート (鳥取県）                 |
| 2015年 | ひげだん Free Live Tour 2015                                                                    | 8月23日  | カラコロ工房 24時間テレビイベント松江会場 (島根県)              |
| 2015年 | ひげだん Free Live Tour 2015                                                                    | 9月5日   | なんばパークス 2階キャニオンコート特設イベントスペース (大阪府) |
| 2015年 | ひげだん Free Live Tour 2015                                                                    | 9月6日   | 新風館 (京都府)                                                 |
| 2015年 | ひげだん Free Live Tour 2015                                                                    | 9月12日  | イオンモール大日 1Fサニーコート (大阪府)                        |
| 2015年 | ひげだん Free Live Tour 2015                                                                    | 9月21日  | 横浜ワールドポーターズ 2F汽車道口催事スペース (神奈川県)        |
| 2015年 | ひげだん Free Live Tour 2015                                                                    | 9月27日  | 名古屋パルコ西館 1Fイベントスペース (愛知県)                    |
| 2015年 | ひげだん Free Live Tour 2015                                                                    | 10月3日  | ららぽーと甲子園 1Fパークウォークコート (兵庫県)                |
| 2015年 | ひげだん Free Live Tour 2015                                                                    | 10月12日 | タワーレコードあべのHoop店 1Fオープンエアプラザ (大阪府)        |
| 2015年 | ひげだん Free Live Tour 2015                                                                    | 10月18日 | 城天（大阪城公園ストリートライブ）(大阪府)                      |
| 2015年 | ひげだん Free Live Tour 2015                                                                    | 10月24日 | イオンモール鶴見緑地 3F サンシャインコート (大阪府)             |
| 2016年 | 「MAN IN THE MIRROR」発売記念ミニライブ＆サイン会                                               | 6月18日  | タワーレコード名古屋パルコ店 西館1Fイベントスペース (愛知県)    |
| 2016年 | 「MAN IN THE MIRROR」発売記念ミニライブ＆サイン会                                               | 6月19日  | タワーレコード梅田NU茶屋町店 イベントスペース (大阪府)          |
| 2016年 | 「MAN IN THE MIRROR」発売記念ミニライブ＆サイン会                                               | 6月25日  | 横浜ワールドポーターズ2F汽車道口 催事スペース (神奈川県)        |
| 2016年 | インストアミニライブ&サイン・特典お渡し会                                                       | 12月18日 | タワーレコード難波店 (大阪府)                                   |
| 2017年 | インストア ミニライブ&サイン会                                                                  | 1月7日   | アリオ鳳 1F アリオコート (大阪府)                               |
| 2017年 | インストア ミニライブ&サイン会                                                                  | 1月29日  | タワーレコード横浜ビブレ店 店内イベントスペース (神奈川県)      |
| 2017年 | 「レポート」発売記念 FREE LIVE                                                                  | 4月23日  | 渋谷duo MUSIC EXCHANGE (東京都)                                 |
| 2017年 | インストア アコースティックミニライブ&サイン会                                                  | 7月23日  | イオンモール利府店 1F屋外 西口外特設会場 (宮城県)               |
| 2017年 | インストア アコースティックミニライブ&サイン会                                                  | 10月14日 | タワーレコード横浜ビブレ店 店内イベントスペース (神奈川県)      |
| 2017年 | インストア アコースティックミニライブ&サイン会                                                  | 10月22日 | 三井アウトレットパーク 札幌北広島 (北海道)                      |
| 2017年 | インストア アコースティックミニライブ&サイン会                                                  | 11月18日 | エアポートウォーク名古屋 3Fイベントステージ (愛知県)            |
| 2018年 | インストア アコースティックミニライブ&サイン会                                                  | 3月3日   | ららぽーと甲子園 (兵庫県)                                       |
| 2018年 | インストア アコースティックミニライブ&サイン会                                                  | 3月4日   | イオンモール橿原 サンシャインコート (奈良県)                    |
| 2018年 | インストア アコースティックミニライブ&サイン会                                                  | 3月10日  | イオンモール日吉津 チューリップコート (鳥取県）                 |
| 2018年 | インストア アコースティックミニライブ&サイン会                                                  | 3月17日  | イオンモール堺北花田 1Fセンターコート (大阪府)                  |
| 2018年 | インストア アコースティックミニライブ&サイン会                                                  | 3月25日  | モラージュ佐賀 北館1F モラージュプラザ (佐賀県)                 |
| 2018年 | インストア アコースティックミニライブ&サイン会                                                  | 4月1日   | イオンモール大高 1Fセンターコート (愛知県)                      |
| 2018年 | インストア アコースティックミニライブ&サイン会                                                  | 4月7日   | 高崎オーパ 2Fイベントスペース (群馬県)                          |
| 2018年 | インストア アコースティックミニライブ&サイン会                                                  | 4月8日   | ダイナシティウエスト小田原 1Fキャニオンステージ (神奈川県)      |
| 2018年 | インストア アコースティックミニライブ&サイン会                                                  | 4月14日  | イオンレイクタウンmori 1F 木の広場 (埼玉県)                     |
| 2018年 | インストア アコースティックミニライブ&サイン会                                                  | 4月15日  | イオンモール浜松志都呂 1Fセントラルコート (静岡県)              |
| 2018年 | 「エスカパレード」発売記念スペシャルフリーライブ                                                | 4月10日  | 渋谷モディ 1F店頭プラザ (東京都)                                |
| 2018年 | 『Stand By You EP』Free Acoustic Live                                                           | 10月14日 | ラゾーナ川崎プラザ 2Ｆルーファ広場 グランドステージ (神奈川県)  |
| 2019年 | Official髭男dism「Pretender」Special Talk & Live Session from YouTube Space                     | 5月12日  | 港区六本木 (東京都)                                             |
| 2019年 | New Single "Pretender" 発売記念 Free Live                                                       | 5月18日  | ダイバーシティ東京プラザ 2Fフェスティバル広場 (東京都)          |

### 出演イベント
- 09月20日 - 秋のBSSまつり（鳥取県）
- 09月26日 - 山根万理奈 コンサート 「歌って happy! 」
- 10月12日 - MINAMI WHEEL 2014 (大阪府)
- 10月13日 - 島大淞風祭2014 (島根県)
- 11月01日 - 米子高専祭（鳥取県）
- 11月02日 - 10代発表 @米子laughs（鳥取県）
- 11月16日 - homme×Official髭男dismツーマンライブ@松江canova（島根県）
- 12月21日 - 山根万理奈&official 髭男dism ツーマンライブ 「ワールドワイド LOVE真っ最中」@松江 AZTiC canova (島根県)

- 02月01日 - 神戸VARIT.×タワレコ神戸店 プレゼンツ『NEXT KOBE!!! Day11』 @神戸VARIT (兵庫県)
- 02月08日 - Strummin' Night
- 03月14日 - ホワイトディスコ 2015 @滋賀U★STONE (滋賀県)
- 03月15日 - HAJIME NO IPPO!! @大阪Music Club JANUS (大阪府)
- 04月05日 - mutation @心斎橋FANJ (大阪府)
- 04月18日 - Official髭男dism 「ラブとピースは君の中」リリースツアー (愛知県)
- 04月21日 - 鶴 47都道府県TOUR「Live & Soul」～もう、寂しい想いはさせたくない～ (島根県)
- 04月29日 - Mix Box @Queblick (福岡県)
- 05月02日 - GOLD RUSH2015 (愛知県)
- 05月05日 - GOLD RUSH 2015 京都編 day.4 (京都府)
- 05月29日 - Official髭男dismワンマンライブ 〜ラブとピースは君の中〜 @松江AZTiC canova(島根県)
- 06月06日 - SAKAE SP-RING 2015
- 06月27日 - 米子市音楽祭 @米子市淀江文化ホール (鳥取県)
- 07月18日 - RKBラジオ ももち浜サマーフェスタ @シーサイドももち海浜公園 (福岡県)
- 07月19日 - 篠島フェス 2015 supported by ZIP FM @篠島サンサンビーチ芝生広場 (愛知県)
- 07月25日 - 平田祭り @平田本町通り歩行者天国 (島根県)
- 08月02日 - FM山陰公開生放送 V‐air  SATELLITE STAGE in 松江水郷祭 @松江市白潟公園東側特設ステージ (島根県)
- 08月08日、09日 - Flying Tiger Hige Festival 2015 @Flying Tiger Copenhagen京都河原町ストア 3F (京都府)
- 08月14日 - 安来月の輪祭り2015 @安来港周辺特設ステージ (島根県)
- 08月15日 - Place full of smiles～色褪せない景色～
- 09月20日 - the ironical fest. 2015 @新代田FEVER (東京都)
- 09月22日 - ９ジラジ公開録音 with ケラケラ&Official髭男dism in エールエール (広島県)
- 09月26日 - 秋のBSSまつり（鳥取県）
- 10月10日 - “PlayStation” presents MINAMI WHEEL 2015 OPENING FLASH！ (大阪府)
- 10月11日 - 松江高専祭 2015 @松江高専第一体育館（島根県）
- 10月31日 - 米子高専祭 2015 @米子高専体育館 (鳥取県)
- 11月23日 - Official髭男dism初大阪主催ライブ「MOVEMBER」 (大阪府)

- 01月23日 - THE DAILY MIRROR tour 2016 東京公演 @渋谷TAKE OFF 7 (東京都)
- 02月13日 - 磯貝サイモンTOUR2016「Simon's Little Town 2」(島根県)
- 03月21日 - OTOEMON FESTA 2016 @LIVE SQUARE 2nd LINE (大阪府)
- 03月25日 - SHUFFLE LIVE vol.38 (東京都)
- 03月31日 - ニューシモキタザワ (東京都)
- 04月07日 - harmonics (大阪府)
- 04月13日 - TOWER RECORDS福岡パルコ店&TSUTAYA Presents RISE ABOVE vol.4 (福岡県)
- 04月15日 - GOOD FEELING (愛知県)
- 04月17日 - トアロード・アコースティック・フェスティバル 2016 (兵庫県)
- 04月18日 - GOLD RUSH 前哨戦企画 (愛知県)
- 04月20日 - NOW or NEVER Vol.65 (東京都)
- 04月22日 - SHUFFLE LIVE vol.40 (東京都)
- 05月03日 - FM802 FUNKY MARKET  SPECIAL ACOUSTIC LIVE！ (大阪府)
- 05月05日 - アスナル金山 presents 「ケラケラ×アスナルトレジャー」 @アスナル金山 (愛知県)
- 05月05日 - GOLD RUSH2016 @RAD SEVEN (愛知県)
- 05月22日 - 柏 MUSIC SUN 2016 (千葉県)
- 06月04日 - SAKAE SP-RING 2016 @HOLIDAY NEXT NAGOYA (愛知県)
- 06月12日 - LS LEAGUE (東京都)
- 06月30日 - SHUFFLE LIVE vol.44 (東京都)
- 07月16日 - THE DAILY MIRROR tour 2016 大阪公演 @福島2nd LINE (大阪府)
- 08月14日 - GOOD BYE APRIL presents 『ニュー歌謡祭』 (東京都)
- 08月21日 - SUNSTAR presents J-WAVE LIVE SUMMER JAM 2016内「PARK STAGE」 (東京都)
- 09月06日 - パレードパレード"squall"Release TOUR 2016 @宇都宮HEAVEN’S ROCK (栃木県)
- 09月08日 - TAKEOFF7presents GOODWARP×Official髭男dism×テスラは泣かない。3マンライブ (東京都)
- 09月17日 - 鷹の爪団のSHIROZEME in 国宝松江城 2016 (島根県)
- 09月18日 - TOKYO CALLING 2016 (東京都)
- 09月22日 - ビクターロック祭り 番外編「DJダイノジ『犬とうどんとロック』」 ＠渋谷・duo (東京都)
- 10月01日 - ホタルライトヒルズバンド ～センスオブワンダーTOUR 2016～ @柏 PALOOZA (千葉県)
- 10月02日 - ZIP-FM 23rd ANNIVERSARY ZIP AUTUMN SQUUARE 2016 (愛知県)
- 10月09日 - MINAMI WHEEL 2016 @アメリカ村 DROP (大阪府)
- 10月13日 - FouFou "Fou is this?" Release Tour @TSUTAYA O-Crest (東京都)
- 10月16日 - 仁愛大学 世灯祭 (福井県)
- 10月19日 - LOVE!LIFE!LIVE! ~ライブ新体験!新しい音楽シーンをココから発信!~ @下北沢GARDEN (東京都)
- 10月20日 - アスナル金山 presents 「ケラケラ×アスナルトレジャー」 (愛知県)
- 12月01日 - SKY-HI LIVE HOUSE TOUR2016 ～Round A Ground～ @水戸ライトハウス (茨城県)
- 12月11日 - センスオブワンダーTOUR2016ファイナルツーマンライブ (東京都)
- 12月19日 - 音エモンpresents LIVE BURGER session!! Vol.1 (大阪府)

- 01月04日 - こめさくpresents～もぎもぎカーニバル～復刻版2017 (東京都)
- 05月07日 - J-WAVE & Roppongi Hills present TOKYO M.A.P.S 10th ANNIVERSARY EDITION (東京都)
- 05月12日 - ツタロックスペシャルライブ"3MAN!!"Vol.3 (東京都)
- 06月03日 - JAPAN'S NEXT vol.17 (東京都)
- 06月23日 - 10th Anniversary!! 『Mujack Dream Land 2017』 (大阪府)
- 07月22日 - TBC夏まつり2017 絆みやぎ～イチばん近くに～ (宮城県)
- 08月06日 - ROCK IN JAPAN FESTIVAL 2017 (茨城県)
- 08月13日 - sunrise garden vol.1 supported by FRESH! (東京都)
- 08月19日 - ミュージックサマーライブ (大阪府)
- 08月26日 - お台場みんなの夢大陸2017  ドリームミュージックライブ (東京都)
- 09月16日 - ひげダッシュ! supported by DASH FIVE! (大阪府)
- 09月23日 - MUSIC CITY TENJIN 2017 (福岡県)
- 09月24日 - メ～テレ秋まつり2017 (愛知県)
- 09月30日 - ZIP-FM 24th ANNIVERSARY ZIP AUTUMN SQUARE (愛知県)
- 10月01日 - MEGA☆ROCKS 2017 (宮城県)
- 10月07日 - MINAMI WHEEL 2017 (大阪府)
- 10月08日 - Eggs presents FM802 MINAMI WHEEL 2017 OPENING FLASH! (大阪府)
- 10月21日 - 夢チカLIVE VOL.123 (北海道)
- 11月04日 - くるめ街かど音楽祭2017 (福岡県)
- 11月18日 - YouTube Music Night with J-WAVE SONAR MUSIC (東京都)
- 11月25日 - ウソツキ presents ウソツカナイミュージックツアー2017 (岡山県)
- 11月27日 - SKY-HI Round A Ground 2017 (香川県)
- 12月31日 - COUNTDOWN JAPAN 17/18 (千葉県)

- 01月19日・20日 - a flood of circle A FLOOD OF CIRCUS 大巡業 2018 (石川県、新潟県)
- 03月11日 - HIROSHIMA MUSIC STADIUM -ハルバン-'18 (広島県)
- 03月16日 - ひげダッシュ! supported by DASH FIVE! (大阪府)
- 03月18日 - SANUKI ROCK COLOSSEUM～BUSTA CUP 9th round～ (香川県)
- 03月24日 - FUKUOKA STREET PARTY (福岡県)
- 03月31日 - 東京スクールオブミュージック専門学校渋谷 オープンキャンパス (東京都)
- 05月05日 - J-WAVE & Roppongi Hills present TOKYO M.A.P.S ～YOSHIKI MIZUNO EDITION～ (東京都)
- 05月27日 - TOKYO METROPOLITAN ROCK FESTIVAL 2018 (東京都)
- 06月30日 - SUMMER TIME LOVER CIRCUIT「サマラバ!」2018 (宮城県)
- 07月14日 - J-WAVE LIVE SUMMER JAM 2018 supported by antenna (神奈川県)
- 07月15日 - JOIN ALIVE 2018 (北海道)
- 07月20日 - ウルフィ MUSIC フェス POWERED BY デルサタ (愛知県)
- 07月21日 - TBC夏まつり2018 ～絆みやぎ～ (宮城県)
- 07月22日 - NUMBER SHOT 2018 (福岡県)
- 07月28日 - WILD BUNCH FEST. 2018 (山口県)
- 07月29日 - 未確認フェスティバル2018 3次審査(ライブステージ) (東京都)
- 08月03日 - ROCK KIDS 802 -OCHIKEN Goes ON!!- SPECIAL LIVE HIGH! HIGH! HIGH! (大阪府)
- 08月11日 - ROCK IN JAPAN FESTIVAL 2018 (茨城県)
- 08月16日 - サンクリ夏休み! 2018 (大阪府)
- 08月19日 - SUMMER SONIC 2018 OSAKA (大阪府)
- 09月09日 - 宗像フェス2018 ～Fukutsu Koinoura～ (福岡県)
- 09月15日 - AMBITIOUS TOHOKU FES 2018 (宮城県)
- 09月16日 - テレビ朝日ドリームフェスティバル 2018 (千葉県)
- 09月19日 - J-WAVE SPARK LIVE Vol.4 (東京都)
- 09月29日 - PIA MUSIC COMPLEX 2018 (東京都)
- 10月06日 - ZIP-FM 25th ANNIVERSARY ZIP AUTUMN SQUARE 2018 (愛知県)
- 10月07日 - 工学院大学 八王子祭 (東京都)
- 10月08日 - Eggs presents FM802 MINAMI WHEEL 2018 OPENING FLASH! (大阪府)
- 10月08日 - Eggs presents FM802 MINAMI WHEEL 2018 ～20th Anniversary～ (大阪府)
- 10月10日 - MTV VMAJ 2018 -THE LIVE- (東京都)
- 10月18日 - TOKYO FM KIRIN BEER "GoodLuck" LIVE (東京都)
- 10月20日 - 拓殖大学 文京キャンパス 紅陵祭 (東京都)
- 10月21日 - 広島経済大学 経大祭 (広島県)
- 10月26日 - 関西外国語大学 外大祭 (大阪府)
- 10月27日 - 愛知淑徳大学 淑楓祭 『Special Guest Live』 (愛知県)
- 11月01日 - 東海大学 第64回 建学祭コンサート (神奈川県)
- 11月11日 - 大手前大学・大手前短期大学 大手前祭 (兵庫県)
- 12月26日 - CROSS FM 25th Anniversary MUSIC JUNCTION 2018 (福岡県)
- 12月27日 - FM802 ROCK FESTIVAL RADIO CRAZY 2018 (大阪府)
- 12月31日 - COUNTDOWN JAPAN 18/19 (千葉県)

- 02月13日 - 佐藤赳(kobore)×Flight presents "夜の片隅" (東京都) ※藤原のみ参加
- 03月16日 - HAPPY JACK 2019 H-FINAL EDITION LIVE CIRCUIT (熊本県)
- 03月28日 - Spotify presents Early Noise Special (東京都)
- 04月18日 - ROCK AX vol.2 (東京都)
- 04月27日 - POP HILL 2019 in KANAZAWA (石川県)
- 05月04日 - VIVA LA ROCK 2019 (埼玉県)
- 05月19日 - OSAKA METROPOLITAN ROCK FESTIVAL 2019 (大阪府)
- 05月26日 - TOKYO METROPOLITAN ROCK FESTIVAL 2019 (東京都)
- 05月28日 - NOW PLAYING JAPAN LIVE vol.3 (東京都)
- 06月02日 - FM802 30PARTY SPECIAL LIVE RADIO MAGIC (大阪府)
- 08月01日 - "テレビ朝日・六本木ヒルズ 夏祭り"スペシャル・ライヴ
- 08月03日 - ROCK IN JAPAN FESTIVAL 2019 (茨城県)
- 08月17日 - SUMMER SONIC 2019 (千葉県)
- 08月24日 - ロックロックこんにちは!Ver.23 ～News-23～ (大阪府)
- 08月31日 - 音楽と髭達2019 -最後の花火- (新潟県)
- 09月01日 - SPACE SHOWER SWEET LOVE SHOWER 2019 (山梨県)
同日、東京スカパラダイスオーケストラのステージにもゲスト出演。
- 09月16日 - FM FUKUI BEAT PHOENIX 2019 (福井県)
- 09月24日 - SPACE SHOWER TV “LIVE with YOU” ～Official髭男dism～ supported by uP!!!ライブパス (愛知県)
- 10月12日 - BBBB presents「第2回わっしょい米子祭り」 (鳥取県) ※藤原のみ参加
- 12月25日 - FM802 ROCK FESTIVAL RADIO CRAZY 2019 (大阪府)
- 12月27日 - MUSIC STATION ウルトラSUPER LIVE 2019 (千葉県)
- 12月28日 - COUNTDOWN JAPAN 19/20 (千葉県)
- 12月31日 - 第70回NHK紅白歌合戦「夢を歌おう」 (東京都)

- 02月19日 - FM802 MUSIC FREAKS LIVE (大阪府) ※sumikaとの対バンライブ
- 03月13日 - SPACE SHOWER TV 30TH ANNIVERSARY SPACE SHOWER MUSIC AWARDS 2020 (東京都) ※映像出演
- 10月29日 - 東京ドラマアウォード2020 授賞式 (東京都)
- 11月08日 - 超放課後祭 Supported by 放課後『カルピス』(オンライン開催)

- 08月12日 - ROCK IN JAPAN FESTIVAL 2022 (千葉県) ※ONE OK ROCKのステージに藤原がサプライズ出演
- 09月12日 - TOOY (東京都) ※sumikaとの対バンライブ

- 04月13日 - UVERworld VS シリーズ 2days (神奈川県) ※UVERworldとの対バンライブ
- 08月19日・20日 - SUMMER SONIC 2023 (東京都、大阪府)

## 出演
楽曲の披露は各楽曲の記事に記載。

### テレビ
- 髭男 "ヒゲダン" ふるさとへ（2019年4月5日、NHK総合 中国地方向け）- 特番 ※中国地方向け（鳥取県・島根県・岡山県・山口県・広島県[注釈 11]）（2019年4月29日、NHK総合 全国版）[138]
- シブヤノオト（2019年5月12日、NHK総合）[139]
- バズリズム02（2019年5月17日、日本テレビ）[140]
- Official髭男dism special 〜永遠のTraveler〜（2019年12月8日より全国オンエア 山陰放送からスタート）[141]
- "ヒゲダン" 紅白へ ～山陰の夢をのせて～（2020年1月24日、NHK総合）※山陰向け（鳥取県・島根県）
- A-Studio（2020年2月21日、TBS）[142]
- SONGS（NHK総合）
  - #545（2020年8月22日）[143]
  - #581（2021年9月9日）[144]
  - #606（2022年6月23日）[145]
  - #662（2024年9月19日）[146]
- ドラえもん「テレビとりもち」（2021年1月16日、テレビ朝日）- 本人 役（声の出演）[147]
- マツコ会議（2021年8月14日・28日、日本テレビ）[148]
- news zero（2023年12月14日・15日、日本テレビ）

#### 音楽特番
- ミュージックステーション（テレビ朝日）
  - ミュージックステーション3時間SP（2019年10月18日）[149]
  - ミュージックステーション ウルトラスーパーライブ 2019（2019年12月27日）[150]
  - ミュージックステーション 恋うた3時間SP（2021年2月19日）[151]
  - ミュージックステーション SUMMER FES（2021年8月20日）[152]
- CDTV ライブ! ライブ!（TBSテレビ）
  - CDTV ライブ! ライブ! 初回4時間スペシャル（2020年3月30日）[153]
  - CDTV ライブ! ライブ! 夏フェス4時間スペシャル（2020年8月10日）- 1時間にわたるヒゲダンフェスを放送[154]
  - CDTV ライブ! ライブ! 3時間スペシャル（2021年8月30日）[155]
  - CDTV ライブ! ライブ! クリスマス4時間SP（2022年12月19日）
- SPACE SHOWER SWEET LOVE SHOWER 2019 フジテレビver（2020年4月4日、フジテレビ）[156]
- FNS歌謡祭（フジテレビ）
  - 2020 FNS歌謡祭 夏（2020年8月26日）[157]
  - 2021 FNS歌謡祭 夏（2021年7月14日）[158]
  - 2022 FNS歌謡祭（2022年12月7日・14日）[159]
- THE MUSIC DAY 2021 音楽は止まらない（2021年7月3日、日本テレビ）[160]
- 音楽の日 2021（2021年7月17日、TBSテレビ）[161]
- NHK MUSIC SPECIAL Official髭男dism（2023年12月28日、NHK）[162]

### NHK紅白歌合戦出場歴
| 年度   | 放送回 | 回 | 曲目       | 備考                                                                                                   |
| ------ | ------ | -- | ---------- | --- |
| 2019年 | 第70回 | 初 | Pretender  | |
| 2020年 | 第71回 | 2  | I LOVE...  | NHK放送センターCT-101スタジオより中継                                                                  |
| 2022年 | 第73回 | 3  | Subtitle   | NHK放送センターCT-101スタジオにて収録                                                                  |
| 2023年 | 第74回 | 4  | Chessboard | NHK放送センターCT-101スタジオにて収録 全国の中学生から応募した歌唱動画とコラボしたパフォーマンスで披露 |

- 第72回（2021年）は出場を辞退した[163]。

### インターネット配信
- ニコラジ（niconico、2016年11月7日）※藤原・松浦のみ

### ラジオ
- 今夜はヒゲトゥナイト（TOKYO FM、2017年5月）- 1ヶ月限定でレギュラーコーナーを担当
- RADIO ∞ INFINITY（FM802、2018年4月5日 - ）- 樋口大喜にDJが代わってから、オープニングジングルを担当
- MUSIC FREAKS（FM802、2018年10月 - 2019年9月、隔週日曜日 22:00 - 24:00）※藤原のみ
- 楢﨑誠のロヂウラベース（FM FUJI、2019年4月1日 - ）※楢﨑のみ、月末には松浦匡希も出演している（毎週月曜21:00 - 23:00）
- アーティスト・プロデュース・スーパー・エディション（JFNC、2019年10月・2024年8月）
- ヒゲダンLOCKS!（TOKYO FM・JFN系列、2020年4月1日 - 2021年3月31日）-『SCHOOL OF LOCK!』 内コーナー（毎週水曜23:13 - 23:30）
- 今日は一日 "ヒゲダン" 三昧（NHK FM、2021年2月21日）- 8時間にわたる特別番組[164]
- LANTERN JAM TIMES（FM802、2021年4月11日 - 2022年3月26日 毎週土曜 21:00- 22:00）[165]
  - LANTERN JAM TIMES SPIN OFF（FM802 2022年5月3日 18:00 - 21:00）- FM802 HOLIDAY SPECIALとして放送
  - LANTERN JAM TIMES ～Return 2 Radio～（FM802 2023年5月14日 21:00 - 22:00）[166] ※楢崎と松浦のみ -『802 BINTANG GARDEN』内で放送
- YOUR RADIO 802（FM802、2024年7月19日 17:00 -18:00）[167]

### CM
- Apple Music
  - 「Stand By You」のミュージックビデオを使用（2018年）
  - メンバーが出演し「I LOVE...」を演奏（2020年）

## 受賞歴
| 年     | 受賞歴 |
| ------ | --- |
| 2018年 | - MTV VMAJ 2018 - 最優秀邦楽新人アーティストビデオ賞「ノーダウト」 |
| 2019年 | - MTV VMAJ 2019 - 最優秀楽曲賞 「Pretender」 - LINE NEWS Presents NEWS AWARDS 2019 - アーティスト部門「Official髭男dism」 |
| 2020年 | - 第34回 日本ゴールドディスク大賞 - ベスト5アルバム（邦楽）『Traveler』 - 第34回 日本ゴールドディスク大賞 - ベスト5ソング・バイ・ダウンロード「Pretender」 - 第34回 日本ゴールドディスク大賞 - 特別賞 - 第12回 CDショップ大賞 2020 - 大賞（赤）『Traveler』 - SPACE SHOWER MUSIC AWARDS 2020 - SONG OF THE YEAR「Pretender」 - 第104回 ザテレビジョンドラマアカデミー賞 - ドラマソング賞「I LOVE...」 - 東京ドラマアウォード 2020 - 主題歌賞「I LOVE...」 - MTV VMAJ 2020 - 最優秀邦楽グループビデオ賞「I LOVE...」 - Mnet Asian Music Awards 2020 - ベストアジアンアーティストジャパン賞 - Yahoo!検索大賞 2020 - ミュージシャン部門賞 - Billboard JAPAN Artist of the Year 2020 - NexTone Award 2020 - 特別賞 |
| 2021年 | - SPACE SHOWER MUSIC AWARDS 2021 - ARTIST OF THE YEAR - SPACE SHOWER MUSIC AWARDS 2021 - BEST POP ARTIST - 第35回 日本ゴールドディスク大賞 - ソング・オブ・ザ・イヤー・バイ・ダウンロード【邦楽】「I LOVE...」 - 第35回 日本ゴールドディスク大賞 - ソング・オブ・ザ・イヤー・バイ・ストリーミング【邦楽】「I LOVE...」 - 第35回 日本ゴールドディスク大賞 - ベスト5ソング・バイ・ストリーミング「I LOVE...」 - 第35回 日本ゴールドディスク大賞 - ベスト5ソング・バイ・ダウンロード「I LOVE...」 - MTV VMAJ 2021 - 最優秀ビデオ賞「Cry Baby」 - MTV VMAJ 2021 - 最優秀邦楽グループビデオ賞「Cry Baby」 - MTV VMAJ 2021 - 最優秀アルバム賞『Editorial』 - J-WAVE SPECIAL MUSIC FUN! AWARD 2021 - 最優秀作曲賞「Cry Baby」 - 第3回 Apple Music Awards - リージョナル・アーティスト・オブ・ザ・イヤー（日本） - 令和3年アニソン大賞 - 作曲賞「Cry Baby」 |
| 2022年 | - 第14回 CDショップ大賞 2022 - 大賞（赤）『Editorial』 - 第36回日本ゴールドディスク大賞 - ベスト5ソング・バイ・ダウンロード ｢Cry Baby｣ - 第36回日本ゴールドディスク大賞 - ベスト5ソング・バイ・ストリーミング「Cry Baby」 - SPACE SHOWER MUSIC AWARDS 2022 - ALBUM OF THE YEAR - 『Editorial』 - 第114回 ザテレビジョンドラマアカデミー賞 - ドラマソング賞「Subtitle」 - MTV VMAJ 2022 - Best Group Video -Japan- 「ミックスナッツ」 - 令和4年アニソン大賞 - アーティストソング賞「ミックスナッツ」 |
| 2023年 | - 東京ドラマアウォード 2023 - 主題歌賞「Subtitle」 - 第37回日本ゴールドディスク大賞 - ソング・オブ・ザ・イヤー・バイ・ダウンロード【邦楽】｢ミックスナッツ｣ - 第37回日本ゴールドディスク大賞 - ベスト3ソング・バイ・ダウンロード「ミックスナッツ」 - 第37回日本ゴールドディスク大賞 - ベスト3ソング・バイ・ダウンロード「Subtitle」 - 第37回日本ゴールドディスク大賞 - ソング・オブ・ザ・イヤー・バイ・ストリーミング【邦楽】｢ミックスナッツ｣ - 第37回日本ゴールドディスク大賞 - ベスト5ソング・バイ・ストリーミング「ミックスナッツ｣ - 第37回日本ゴールドディスク大賞 - ベスト5ソング・バイ・ストリーミング「Subtitle」 |
| 2025年 | - MTV VMAJ 2025 - 最優秀アルバム賞『Rejoice』 - 第17回 CDショップ大賞 2025 - 殿堂入り |